# Edmund Benedikt
Edmund Benedikt (* 10. Juni 1851 in Döbling; † 1. Februar 1929 in Wien) war ein österreichischer Jurist und Politiker.

## Leben
Als Sohn eines jüdischen Fabrikanten geboren, studierte Benedikt nach dem Besuch des Akademischen Gymnasiums in Wien ab dem Wintersemester 1868/69 Geschichte und Rechtswissenschaften in Wien, wo er 1868 Mitglied der Burschenschaft Braune Arminia wurde. 1874 wurde er zum Dr. iur. promoviert. 1880 wurde er Rechtsanwalt in Wien. 1890 bis 1908 war er im Ausschuss der Advokatenkammer. In dieser Zeit veröffentlichte er zahlreiche juristische Schriften, so arbeitete er am Österreichischen Strafgesetz-Entwurf, insbesondere an der Reform des Strafprozesses mit. 1890 bis 1904 war er Herausgeber der Juristischen Blätter. 1896 bis 1902 war er Gemeinderat der Stadt Wien und liberaler Abgeordneter des Niederösterreichischen Landtags. Ab 1919 war er Präsident der Staatsschulden-Kontrollkommission.
Seine Schwester Ottilie war mit Karl Emil Franzos verheiratet. Sein Neffe war der nachmalige Historiker Heinrich Benedikt.

## Ehrungen
- Franz-Joseph-Orden, Ritterkreuz, Komturkreuz
- Orden der Eisernen Krone

## Veröffentlichungen (Auswahl)
- Aphorismen und Strafrecht.  1883.
- Die Advokatur unserer Zeit. 1903, 4. Auflage 1912.
- Der Vorentwurf zu einem österreichischen Strafgesetze. 1911.
- Zwölf Gerichtsreden aus den Jahren 1880–1911. 1912.